# DotEmu
DotEmu es una compañía de videojuego francesa creada en 2007 por Xavier Liard y Romain Tisserand, con su sede en Francia. Esta compañía inicialmente dedicada a la adaptación de B2B y emulación de juegos viejos.
DotEmu proporciona mayoritariamente juegos de PC viejo, los cuales pueden ser adquiridos y descargados sin administración de derechos digitales. DotEmu también proporciona juegos para iPhone, Android y juegos en línea que puede ser jugado en un navegador de web.

## Productos Porteados por Dotemu
Lanzado en febrero de 2007, DotEmu está dedicado a emulación y porteo de juegos viejos a plataformas modernas como Windows, Mac OS, iPhone o Android. Los juegos son empaquetado utilizando su software de emulación o uno de terceros como ScummVM y DOSBox.
Hasta el 27 de septiembre de 2012, varios juegos han sido adaptados por DotEmu:
- Nicky Boom 1 (desarrollado por Microïds) adaptado para PC, Teléfono inteligente, iPhone, Internet
- Nicky 2 (desarrollado por Microïds) adaptado para PC, iPhone, Internet
- Krypton Egg (desarrollado por HitSoft) adaptado para PC e iPhone
- Golvellius (Desarrollado por D4 Empresa) adaptado para iPhone
- Boulder Dash Arcada & Clásica (desarrollado por First Star Software) adaptado para Internet & PC
- Street Fighter II Edición de Campeones (desarrollado por Capcom) adaptado para internet/flash con la asociación de Gametap
- Silmarils Colección (desarrollado por Silmarils): 16 juegos como Ishar Trilogía, Robinson requiem, Deus, Transarctica, etc. adaptado para PC
- Gobliiins Trilogía (desarrollado por Coktel Vision) para PC, Android y pronto en iPhone
- Raptor: Call of the Shadows 2010 Edition (desarrollado por Mountain King Studios) disponibles para PC
- IREM Arcade Hits para PC
- Red Baron para PC
- R-Type para Android
- 64th Street: A Detective Story (desarrollado por Jaleco) para iPhone
- Avening Spirit (desarrollado por Jaleco) para iPhone
- Rod Land (desarrollado por Jaleco) para iPhone
- Anoter World para Androide y iOS
- The last express para iOS
- Little bit adventure para iPhone y Androide
- remaster del 2012 deFinal Fantasy VII para Windows[2][3].
- Rayman Jungle run (Android port)
- remaster de Final Fantasy VIII para Windows.[2]
- Metal Slug 3 para Windows
- Final Fantasy 3 para Windows.[2][4]
- Double dragon trilogy para Android, iOS y Steam(PC): incluye versiones Emuladas de los primeros tres Dragón Doble de arcade
- Metal Slug X para Windows
- Final fantasy IV  para Windows de Microsoft.[2]
- Heroes of Might and Magic III HD para Windows, Android y iOS
- I Have No Mouth, and I Must Scream para Android y iOS
- Final Fantasy IV: The After Years para Windows
- Final Fantasy VI parar Windows

## DotEmu como distribuidor de juegos
El 6 de mayo de 2010 DotEmu abrió su servicio de venta de videojuegos en línea propio en Dotemu.com reuniendo juegos de ordenador, juegos Flash y iPhone (emulado o porteando de videojuegos viejos). el 20 de enero de 2015, DotEmu incluía en su Store un total de 267 juegos (también incluye paquetes).